# Radu Beligan
Radu Beligan (Galbeni, 1918. december 14. – Bukarest, 2016. július 20.) román színész, állami díjas, népművész, színházigazgató, egyetemi tanár.

## Életpályája
Édesapja színész, édesanyja görög száramzású volt. A középiskola elvégzése után Bukarestben a konzervatóriumban Lucia Sturdza-Bulandra (1873–1961), a neves színésznő tanítványa volt, s már elsőéves korában színpadra lépett. Az 1930-as években jogot és filozófiát tanult. 1937-ben a Bűn és bűnhődés című darabbal állt először színpadon. 1939-ben kapta meg első szerződését Victor Ion Popa társulatához. Filmen az 1940-es évek eleje óta szerepel, amikor Caragiale egyik vígjátékában (Zűrzavaros éjszaka, 1943) lépett a kamera elé. 1948–1960 között a Caragiale Nemzeti Színház tagja volt. 1950–1965 között a Színművészeti Akadémia tanára volt. 1961-ben került át a Teatrul Comediához, amelynek igazgatója lett 1961–1969 között. 1969–1990 között a bukaresti Nemzeti Színház igazgatója volt. 2002-ben a francia Becsületrend tiszti fokozatával tüntették ki. 2004-ben a Román Akadémia tiszteletbeli tagja lett. 2011-ben csillagot kapott a Romániai Walk of Fame-en. 2013. december 15-én bekekerült a Guinness Rekordok Könyvébe, mint a legidősebb aktív színész.

## Munkássága
Hazája legjelesebb színművészeinek egyike, kiváló jellemábrázoló, a Színművészeti Bizottság elnöke volt. Több mint 70 éves karrierje során számos színpadi szerepet formált meg; Ion Luca Caragiale, Camil Petrescu, William Shakespeare, Carlo Goldoni, Nyikolaj Vasziljevics Gogol, Anton Pavlovics Csehov, George Bernard Shaw, Makszim Gorkij, Albert Camus hőseit alakította.

## Filmjei
- Zűrzavaros éjszaka O noapte furtunoasă (1943)
- Visul unei nopți de iarnă (1946)
- Zeng a völgy Răsună valea (1949)
- Lanțul slăbiciunilor (1952)
- Elveszett levél O scrisoare pierdută (1953)
- Protár-ügy Afacerea Protar (1955)
- Directorul nostru (1960)
- Bădăranii (1960)
- Celebrul 702 (1962)
- Lanterne cu amintiri (1963)
- A hold felé Pași spre lună (1964)
- Castelanii (1966)
- Șeful sectorului suflete (1967)
- Robbanás Explozia (1972)
- Întoarcerea lui Magellan (1974)
- A különös ügynök Agentul straniu (1974)
- Tată de duminică (1975) - procurorul Grigore Manta
- Singurătatea florilor (1976)
- Lángoló sivatag Cuibul salamandrelor (1976)
- Premiera (1976)
- Povestea dragostei (1977)
- (1977)
- Brațele Afroditei (1978)
- Aurel Vlaicu (1977)
- A bíróság elhalasztja a döntést Instanța amână pronunțarea(1979)
- A csendbiztos Iancu Jianu, zapciul (1980)
- Rețeaua „S” (1980)
- Iancu Jianu, haiducul (1981)
- Întoarcere la dragostea dintâi (1981)
- Galax, omul păpușă (1983)
- Horea (1984)
- Trahir (1993)
- După-amiaza unui torționar (2001)
- Érdemrend Medalia de onoare (2009)

## Fordítás
- Ez a szócikk részben vagy egészben  a   Radu Beligan című román Wikipédia-szócikk fordításán alapul.  Az eredeti cikk szerkesztőit annak laptörténete sorolja fel. Ez a jelzés csupán a megfogalmazás eredetét és a szerzői jogokat jelzi, nem szolgál a cikkben szereplő információk forrásmegjelöléseként.